# Herb gminy Dąbrowa (powiat opolski)
Herb gminy Dąbrowa – jeden z symboli gminy Dąbrowa.

## Wygląd i symbolika
Herb przedstawia na tarczy w polu niebieskim złączone połowy: złotego krzyża i zielonego liścia dębu (nawiązanie do nazwy gminy), a pod nimi dwa złote kłosy żyta (symbol rolnictwa gminy). Ponad tarczą umieszczono na złotej wstędze niebieski napis „DĄBROWA”. 